# Blenheim Palace

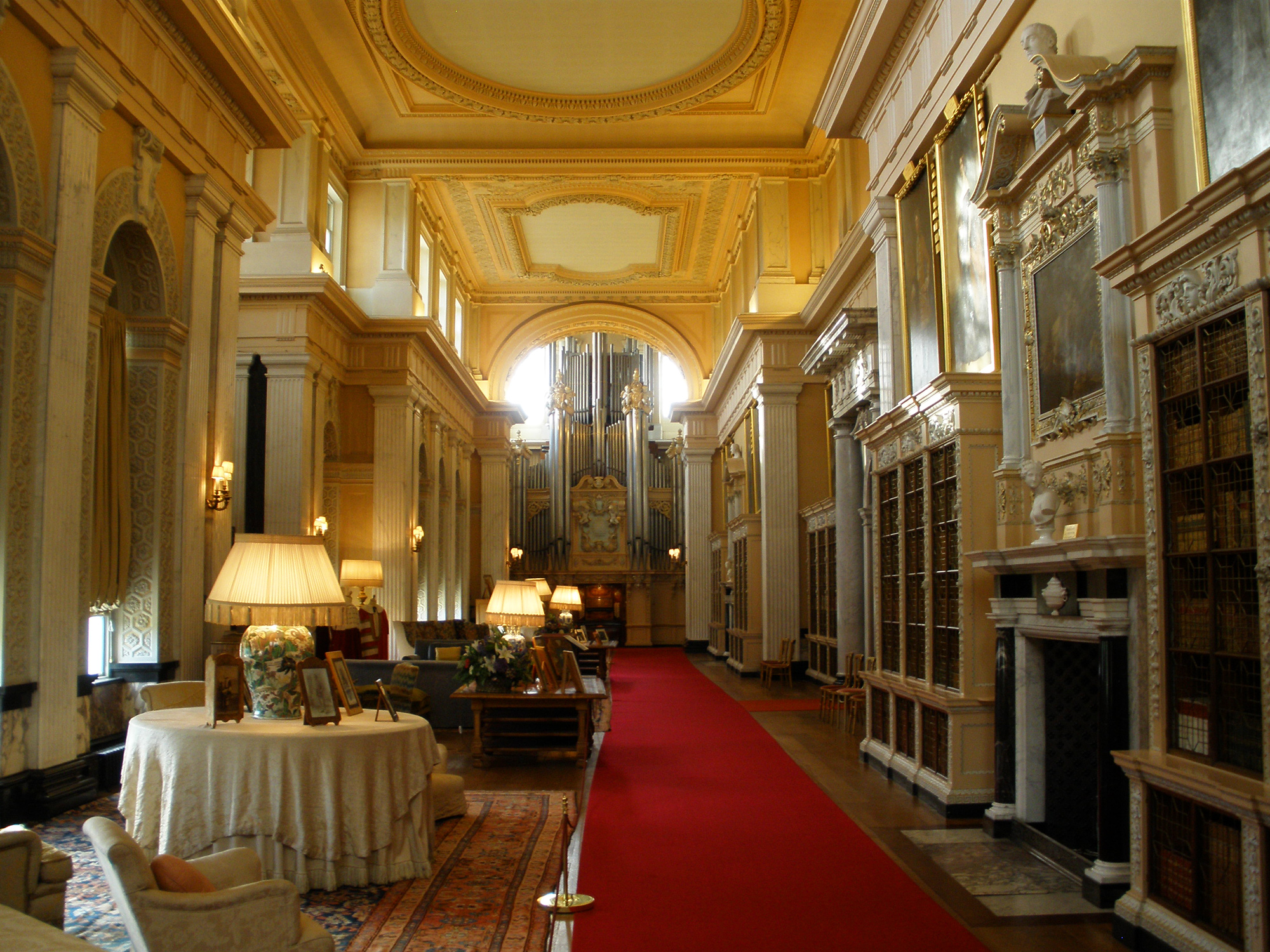
Bibliotheek

Blenheim Palace is een groot woonpaleis in Woodstock, in het Engelse Oxfordshire. Het is gebouwd voor John Churchill, de eerste hertog van Marlborough, tijdens de regering van koningin Anne als beloning voor zijn militaire verdiensten, in het bijzonder voor de overwinning in de Slag bij Blenheim op 13 augustus 1704. Het Franse leger werd daar verslagen door de troepen van de Liga van Augsburg.
Het paleis is een ontwerp van John Vanbrugh. In 1874 werd hier de beroemde nazaat van de eerste hertog van Marlborough geboren, Winston Churchill. In het paleis is aan hem een permanente tentoonstelling gewijd. In 1987 werd het paleis door UNESCO op de Werelderfgoedlijst geplaatst.

## Bondige beschrijving

### Hoofdgebouw
De hoge kubusvormige inkomzaal en aansluitend een rechthoekig salon vormen samen de symmetrielijn en de corps de logis van het gebouw. Deze kern heeft aan de noordzijde een ver vooruitstekend portaal met een gigantische Korinthische zuilenorde. Aan beide zijden van het portaal bevinden zich twee kwadrant cirkelbogen met een niet-gigantische Dorische zuilenorde. Verder bevindt zich aan elke zijde een colonnade die elk toegang geven tot de oost- en westvleugel. Op elke hoek van het hoofdgebouw bevindt zich een toren met daarop kanonskogels ondersteund door lelies om de overwinning op Frankrijk duidelijk te maken. Aan de zuidzijde van het hoofdgebouw bevindt zich een enfilade, een aantal aaneengeschakelde ruimten waarbij de verbindingsdeuren op één lijn staan. Deze ingerichte ruimten hebben de functie elite te ontvangen. Parallel aan deze ruimten bevindt zich een gang die direct toegang geeft tot deze aaneengeschakelde ruimten. Het leven van de bewoners speelde zich af in het oostfront. De lange ruimte aan de westzijde moest dienstdoen als kunstgalerij, waar boeken en schilderijen werden tentoongesteld.

### Oostvleugel
Hier is de keuken in ondergebracht. Hier was extra aandacht voor de watervoorziening. Hiervoor heeft men een groot bassin geplaatst boven de oostelijk gelegen toegangspoort om zo een voldoende waterdruk te bekomen. Boven de verbinding van de keukenhof met het hoofdplein, de ‘great court’, bevindt zich een toren die met halve cirkels overweldigend overkomt en met de nodige symboliek gedecoreerd is. Zo’n dergelijke toren bevindt zich ook aan de overkant van het hoofdplein, namelijk aan de westvleugel.

### Westvleugel
Op het einde van de galerij, die voor de verbinding zorgt met het hoofdgebouw, bevindt zich een kapel. In de rest van de westvleugel bevinden zich de stallen. Deze zijn echter nooit afgewerkt.

## Bouwheer, architect en bouwproces

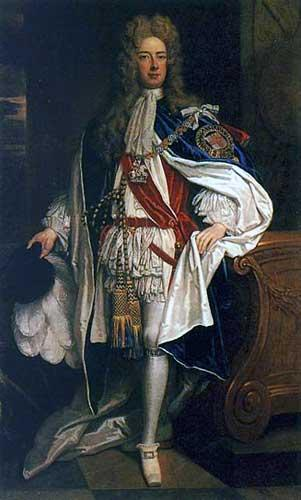
John Churchill

Na de overwinning in de slag tegen Frankrijk, die plaatsvond op 13 augustus 1704 tussen Höchstädt an der Donau en het gehucht Blindheim (in het Engels vervormd naar Blenheim) schonk de regering van koningin Anne als beloning dit landhuis aan de bevelhebber John Churchill, hertog van Marlborough. Het moest een gebouw worden met de nodige militaire symboliek en de nodige logés voor het ontvangen van de elite. Sarah, de hertogin, zag het gebouw als een woonhuis, maar de hertog zag het eerder als een monument om zowel zijn wapenfeiten als die van Engeland te eren. De reden van de aanstelling van architect John Vanbrugh is niet helemaal duidelijk. De voor de hand liggende reden is dat men onder de indruk was van het ontwerp van Vanbrugh voor Castle Howard. Christopher Wren, die op dat moment meer ervaring had, werd voor deze opdracht overgeslagen. Pas negen dagen voor de start van de werken werd Vanbrugh officieel aangesteld als architect.
Op 18 juni 1705 vond de eerstesteenlegging plaats en startte de bouw. Maar al snel bleek de natuursteen van Woodstock niet goed van kwaliteit te zijn en hierdoor moesten stenen van Cornbury worden aangevoerd. Dit zorgde voor hogere kosten die niet waren ingecalculeerd in de schatting van de kostprijs door Wren. Hier begonnen verschillende problemen: regenval waardoor de aanvoer van steen stokte, vorstschade en vandalisme tijdens de winterpauze. Ook werden de hertogin en Vanbrugh niet het niet eens wat er moest gebeuren met de ruïne van het bestaande landhuis op het terrein. Vanbrugh wilde het deel laten uitmaken van het geheel als een historische locatie, maar Sarah zag het liever verdwijnen. De kosten waren al gauw verdubbeld. Door de afwezigheid van de hertog en de briefwisseling tussen de hertog en de hertogin begon zij meer en meer haar mening door te drukken. Zo vond ze het gebouw in het ontwerp te laag waarna architect Vanbrugh, die de gewoonte had om het ontwerp te veranderen gedurende de bouw, besloot het gebouw te verhogen wat ook gevolgen had voor de zuilenorde. Vanbrugh was door de verhoudingen van de zuilenorde verplicht de eerste Dorische orde te vervangen door een Korinthische orde. De continue wijzigingen verbeterden het ontwerp, maar dit was een vreemde manier van werken, zeker wanneer men al met een grote schuld te kampen had.
In 1710 kwam het tot een breuk tussen Sarah en de koningin. Sarah werd te roekeloos in haar beschuldigingen. Doordat ze zich gepasseerd voelde door Lady Masham (Abigail Hill) in de koninklijke gunst, dreigde ze ermee de koningin als lesbienne te bestempelen. Ook de brieven van de koningin aan de hertog, die nog steeds haar troepen naar overwinningen leidde, dreigde ze te publiceren. Al gauw veranderde de vriendschap tussen Sarah en Anne, die dertig jaar geduurd had, in een ruzie waarin Sarah heel de inboedel van het huis in Londen, dat eigendom was van koningin Anne, meenam. Hierna zette de koningin de bouw stop met de woorden dat ze geen huis wilde bouwen voor de hertog als de hertogin het hare leeg plunderde. In mei 1712 stopte de geldstroom. Het gebouw was bedekt maar nog niet bewoonbaar. Eind 1712 ontvluchtten de hertog en de hertogin Engeland maar in augustus 1714, toen ze te horen kregen dat koningin Anne overleden was, keerden ze terug. In 1716 werden de werkzaamheden hervat, maar Sarah kreeg een hekel aan Vanbrugh en lokte zijn ontslag uit. James Moore en vanaf 1722 ook Nicholas Hawksmoor, die verantwoordelijk was voor de tekeningen en de leiding, werkten het gebouw verder af. De hertog die in 1722 stierf, heeft het eindresultaat in 1724 niet kunnen bewonderen.
De innovatieve achtste hertog van Marlborough (1844-1892) introduceerde gas, elektriciteit en centrale verwarming in het paleis. De herdecoratie van de enfilade aan de zuidzijde werd gerealiseerd onder het bewind van de negende hertog (1871-1934).

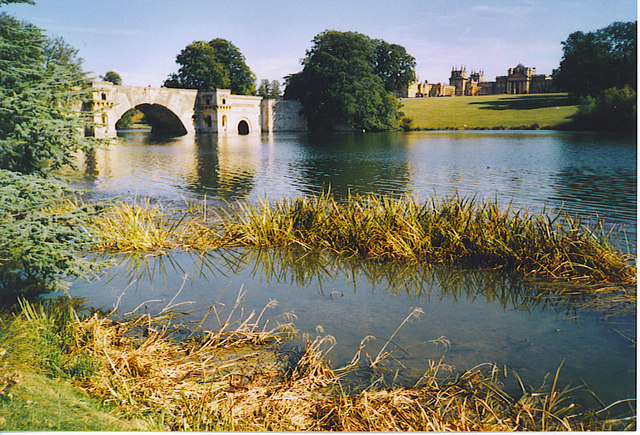
De Grote Brug en het meer bij Blenheim Palace

## Park
Henry Wise zorgde voor de aanleg van het park van 800 ha groot. Lancelot Brown werkte onder bewind van de vierde hertog aan het park. Hij veranderde het kanaal dat Vanbrugh liet aanleggen in een meer en gaf het park een natuurlijker aanzien. De vijfde hertog was een hovenier met internationale faam en veranderde het park, maar enkel de rozentuin blijft hier van over. De negende hertog legde de formele oost- en westtuinen aan en nam ook het buitenplein onder handen. Hij plantte een half miljoen bomen.

## Invloeden en stijlclassificatie
Bij Vanbrugh zien we invloeden van Wrens duurste en meest barokke ontwerpen zoals het ziekenhuis van Greenwich. Dit samen met een eigen onstuimig temperament, dat mogelijk te wijten was aan zijn Vlaamse afkomst, de streek van Rubens, gaf hem ideeën die voor Engeland vreemd waren. Vanbrugh ontwikkelde eigen, zeer persoonlijke architecturale theorieën. Hij had een passie voor wat hij noemde ‘castle air’, een ‘zeer edel en mannelijk vertoon’. Voor Vanbrugh lag de essentie van ‘castle air’ eerder in het gebruik van middeleeuwse vormen, in de zware massa van het gebouw en in het scheppen van sterke en romantische silhouetten dan in het kopiëren van gotische of middeleeuwse details. Zijn creatieve combinatie van middeleeuwse bronnen het meer conventionele barokke gevoel voor beweging, het theatrale en het dramatische van terugwijkende en vooruitstekende vormen geeft Blenheim zijn apart karakter. Tijdgenoten noemden het eerder een kasteel dan een paleis. Dit kwam wel de term ‘castle air’ ten goede. Vanbrugh hield van oude gebouwen hoewel hij niet veel van wist. Hij trachtte de sfeer van de macht van het verleden uit te beelden in zijn architectuur. Blenheim is barok maar met middeleeuwse elementen zoals de kubusvormige torens die uitsteken boven het hoofdgebouw en de verdedigende kasteelstijl met pinakels die doen denken aan Borromini.
De introductie van Palladio's architectuur in Engeland, voornamelijk door Inigo Jones begin 17e eeuw, heeft de planopbouw sterk beïnvloed. Naarmate de bouw vorderde veranderde de stijl van barok met een eerder theatrale vorm naar een meer orthodox classicisme met Palladiaanse invloeden. De plaatsing en de relatie tussen de verschillende vleugels is een barokke planning en vertoont rechtstreekse invloed van Versailles. Zo vinden we de reusachtige omvang van Versailles terug. De staatsieruimten met de parallelle gang zagen we al eerder in Castle Howard. We mogen het plan van Blenheim meer volwassen noemen dan dat van Castle Howard. De conventionele middelen die gebruikt werden om de delen in Castle Howard te verbinden werden vervangen door sterkere verbindingen in Blenheim. Zware segmentale colonnades ter verbinding van het hoofdgebouw met zijn vleugels waren een nieuwe wijze om ruimten te verbinden. Vanbrugh was de meest barokke architect van Engeland door de combinatie van zijn weelderige decoraties en conventionele composities in enkele van zijn vroegere werken. De kern gevormd door zijn grote hal en salon doet in krachtuitstraling nauwelijks onder voor de barokke successen op het vasteland.

## Architectonische analyse
Het gebouw is eerder als monument dan als woning gebouwd. Zo zien we dat de keuken in de oostvleugel ver weg ligt van de eetkamer en zelfs daarvan afgescheiden is door een open colonnade. De waardigheid was hier duidelijk belangrijker dan warm eten en de geur van de keuken in de vertrekken. Het risico voor brand werd hierdoor wel duidelijk verlaagd. De functie van het gebouw was niet alleen praktisch maar ook het ideële was belangrijk. Vanbrugh had weinig belangstelling voor een grondige dynamische ontwikkeling van de ruimte zoals de trap die minder aandacht kreeg, maar toch ontbrak het gevoel voor het monumentale niet. In de twee torens van de vleugels is opzettelijk een venster in de vorm van een halve cirkel boven een halfcirkelvormige poortboog geplaatst en daar weer boven een halve segmentboog. Deze combinatie komt overweldigend over. Zelfs de bekroning geeft geen synthese. De decoratie aan de buitenzijde moest wijzen op de militaire overwinning. Zo zie je een Britse leeuw met een Franse haan in zijn klauwen afgebeeld boven de noordingang, op de torens kanonskogels ondersteund door lelies en op de zuidgevel een buste van Lodewijk XIV die de hertog in Doornik had veroverd. Het interieur is met beelden, schilderijen en wandtapijten van onder meer Judocus de Vos en Philipp de Hondt zeer rijk versierd onder leiding van Hawksmoor die zelf de plafonds in een aantal staatsiekamers ontwierp. De Brusselse op maat gemaakte wandtapijten geven de verschillende veldslagen weer. De muurschilderijen in het salon zijn geschilderd door Louis Laguerre. Kortom, het gebouw moest de macht laten zien waar Engeland naar streefde in Europa.

## Gebruik en toegang
Het paleis is nog steeds de woning van de hertogen van Marlborough. 
De wijdere omgeving van het paleis is publiek toegankelijk. Het paleis zelf, het paleispark en de tuinen zijn op bepaalde dagen toegankelijk mits een toegangsbewijs (maximaal £32, in september 2022). Andere toeristische attracties los van het paleis zijn de Formal and Walled Gardens, Marlborough Maze en het Butterfly House. Het paleis is verbonden met de Walled Garden door een miniatuurspoorlijn, de Blenheim Park Railway.
In het paleis gaan ook prestigieuze internationale conferenties door, zoals die van de Europese Politieke Gemeenschap.

## Bijzonderheden
- In 2019 werd uit het gebouw een kunstwerk in de vorm van een gouden toiletpot, getiteld America, van de Italiaanse kunstenaar Maurizio Cattelan gestolen, nadat het door het Guggenheim Museum in New York aan Blenheim Palace was uitgeleend.[1]